# 岡本久美子
岡本 久美子（おかもと くみこ, 1965年2月19日 - ）は、日本の元女子プロテニス選手。1980年代の日本女子テニス界をリードした選手の1人で、同学年の井上悦子、岡川恵美子とともに“3人娘”と呼ばれた。岡本は当時の日本人女子テニス選手としては珍しい両手打ちバックハンド・ストロークが最大の武器で、美人選手としても高い人気を持っていた。
1989年の「サントリー・ジャパン・オープン」で優勝し、WTAツアーのタイトルも獲得している。全日本テニス選手権では、女子シングルスは1983年・1987年・1988年の3度準優勝で止まったが、1986年の女子ダブルスで佐藤直子とペアを組んで優勝した。自己最高ランキングはシングルス75位、ダブルス124位。

## 経歴・人物
大阪府大阪市出身。父親の岡本伊三美は著名な元プロ野球選手で、南海ホークス内野手、さらに1984年から1987年まで近鉄バファローズの監督を務めた人であり、久美子は次女にあたる。
帝塚山学院中学校・高等学校、帝塚山学院短期大学卒業。
岡本久美子は「帝塚山ローンテニスクラブ」で早くからテニスを学び、根来康夫（ねごろ・やすお）コーチの指導を受けた。中学生の頃から、ジュニアテニス選手として海外遠征に参加し始める。中学3年生の時（1979年＝昭和54年）には、同学年だった岡本、井上悦子、岡川恵美子の3人は“中3トリオ”と呼ばれるようになり（当時の歌謡界で「高3トリオ」と呼ばれた山口百恵、桜田淳子、森昌子にひっかけた呼び名である）、高校進学後は「高校3羽カラス」という呼び名に変わる。1982年、岡本は高校3年生で女子テニス国別対抗戦「フェデレーション・カップ」（現在の名称はフェドカップ）の日本代表選手に初選出された。
短大に進学後、1983年の全日本テニス選手権で、岡本は初めての女子シングルス決勝進出を果たしたが、当時15歳4ヶ月の雉子牟田明子に 3-6, 0-6 のストレートで完敗した。（雉子牟田はこの大会で、全日本テニス選手権女子シングルスの大会最年少優勝記録を樹立した。）この年から、岡本はプロテニス選手としてWTAツアー大会を転戦し始めた。1985年には神戸ユニバーシアードで、日本選手団の主将を務めたことがある。1986年の全日本テニス選手権では、女子ダブルスで佐藤直子とペアを組んで優勝を果たすが、シングルス決勝では1987年にライバルの井上悦子、1988年は当時15歳6ヶ月の沢松奈生子に敗れ、2年連続準優勝となり、ついに優勝できず終わった。
岡本久美子の4大大会挑戦は、1984年全仏オープンの予選会から始まる。初めての全仏では予選3回戦で最終第3セットを 5-7 で落とし、本戦入りを逃した。1987年1月の全豪オープンで、岡本は4大大会本戦に初出場を果たす。同年のウィンブルドンで、岡本は予選3試合を勝ち上がり、本戦3回戦でセンター・コートに立ち、第3シードのクリス・エバートに 5-7, 0-6 で敗れている。同年の全米オープンでは、1回戦で第13シードのシルビア・ハニカ（西ドイツ）に 0-6, 1-6 で敗れた。1988年のウィンブルドンでは、岡本は1回戦で当時16歳のアランチャ・サンチェス・ビカリオを 6-3, 6-4 で破ったことがあるが、続く2回戦で雉子牟田明子との“日本人対決”に 5-7, 3-6 で敗れてしまった。
1988年ソウル五輪から、テニスは64年ぶりにオリンピック競技として復活する。岡本はソウル五輪に出場し、女子シングルスは1回戦でスウェーデン代表のカタリナ・リンドクイストに 6-7, 5-7 で敗れたが、女子ダブルスで井上悦子とペアを組み、チェコ代表のヘレナ・スコバ＆ヤナ・ノボトナ組との準々決勝まで進出した。
岡本のテニス経歴のハイライトは、1989年のサントリー・ジャパン・オープン優勝である。岡本は予選からの出場だったが、予選3回戦（本戦出場決定戦）の相手はベルギーのサビーネ・アペルマンスであった。本戦の準々決勝では、高校を卒業したばかりの伊達公子に 7-5, 6-4 で勝ち、準決勝ではこの年の全豪オープンでベスト4入りしたベリンダ・コードウェル（ニュージーランド）を 6-2, 6-4 で破って勝ち進んだ。決勝戦の相手はオーストラリアのエリザベス・スマイリーであったが、岡本はスマイリーを 6-4, 6-2 のストレートで破り、WTAツアー大会初優勝を飾った。この優勝により、岡本のシングルス世界ランキングは自己最高の75位に上昇した。
1990年に岡本は全豪オープンで2回戦に進んだが、全仏オープン1回戦でクラウディア・コーデ＝キルシュ（西ドイツ）に 1-6, 1-6 で完敗した。これが岡本の最後の4大大会本戦出場になり、その後は予選敗退で終わる。1991年の全米オープン予選1回戦敗退が、彼女の最後の挑戦になった。
日本国内のトーナメントでは、1984年から始まった「東レ パン・パシフィック・オープン・テニストーナメント」に最初の年から参加し、1992年まで連続出場を続けた。最初の3年間は予選敗退であったが、1987年から1992年まで6年連続本戦出場を果たしている。1990年から「ニチレイ・レディース」が創設された時は、1990年・1991年と最初の2回に出場した。1992年2月、日本の大阪大会の準々決勝でカリナ・ハブスドバ（スロバキア）に 0-6, 1-6 で敗れた試合を最後に岡本は現役を引退した。
現役時代はオリエントリースに所属した。